# Museo di Nanchino
Il museo di Nanchino (南京博物院S, Nánjīng BówùyuànP) si trova a Nanchino, capoluogo della provincia dello Jiangsu nella Cina orientale. Con una superficie di 70.000 mq, è uno dei più grandi musei della Cina. Il museo possiede oltre 400.000 opere nella sua collezione permanente, che lo rende uno dei più grandi in Cina. Particolarmente notevoli sono le enormi collezioni del museo di porcellane imperiali Ming e Qing, tra le più grandi del mondo.

## Storia
Il Museo di Nanchino è stato uno dei primi musei istituiti in Cina. Il predecessore del Museo di Nanchino era il dipartimento provvisorio del Museo Nazionale Centrale, istituito nel 1933. Il museo occupava oltre 12,9 ettari nel giardino di Half Hill del cancello di Zhongshan. Cai Yuanpei, il primo presidente provvisorio del consiglio del museo, propose di costruire tre sale principali chiamate Umanità, Artigianato e Natura. A causa dell'instabilità politica della Cina negli anni '30, fu costruita solo la sala Umanità. Durante l'invasione giapponese parte delle sue collezioni furono trasferite nella Cina sudoccidentale e alla fine vennero trasferite presso il Museo del Palazzo Nazionale di Taipei quando il Kuomintang perse la guerra civile cinese. Lo storico Fu Sinian e l'antropologo e archeologo Li Ji un tempo erano presidenti provvisori, e l'archeologa e museologa Zeng Zhaoyu fu la prima presidente donna e anche fondatrice del Museo di Nanchino. Nel 1999 e nel 2009 sono state costruite estensioni al museo.

## Edifici

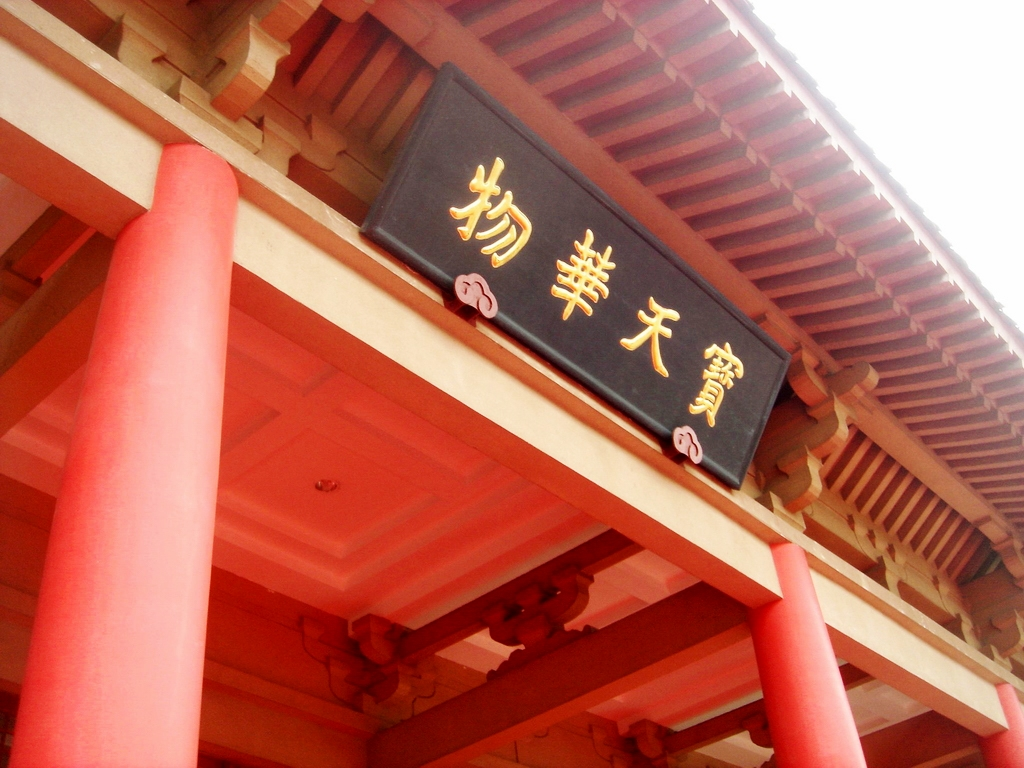
Particolare del cancello d'ingresso

L'edificio principale è stato progettato da Liang Sicheng negli anni '30, unendo stili architettonici cinesi e occidentali. La sezione frontale è una struttura di stile tradizionale e presenta un tetto di tegole dorate. Sul retro vi è una struttura a tetto piano in stile occidentale. Negli anni '90, ad ovest dell'edificio principale, è stata aggiunta una sala d'arte che fa riferimento all'architettura cinese della prima metà del XX secolo.

## Sale espositive
Ci sono dodici sale espositive presso il museo. Uno degli oggetti più significativi della collezione è un'armatura a grandezza naturale realizzata con piccole tessere di giada tenute insieme da un filo d'argento.
- Giardino Qin
- Sala delle terraglie
- Sala del tesoro
- Sala dell'arte popolare
- Sala degli articoli in bronzo
- Sala delle porcellane Ming e Qing
- Sala delle sculture di Wu Weishan
- Sala dei dipinti antichi
- Sala di arte moderna
- Sala dei prodotti in seta di Jiangnan
- Sala di giada
- Sala della lacca

## Galleria d'immagini

### Quadri

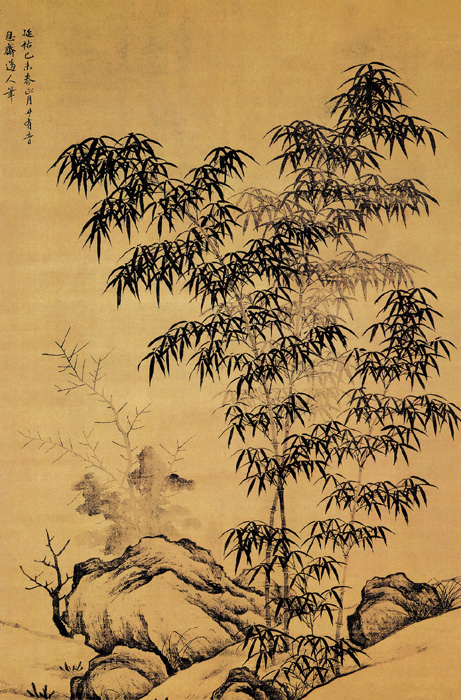
Bambù e pietre giganti di Li Kan (1245-1320), XIII secolo
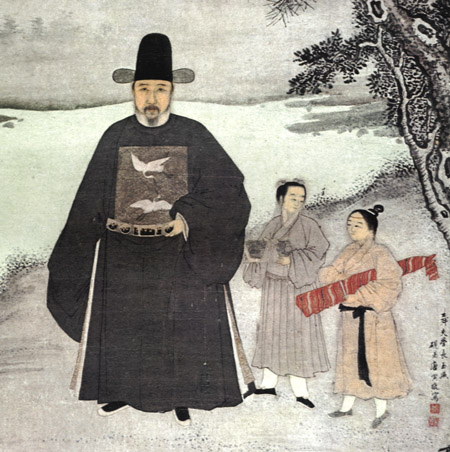
Un ritratto ufficiale di Jiang Shunfu, fine XV secolo
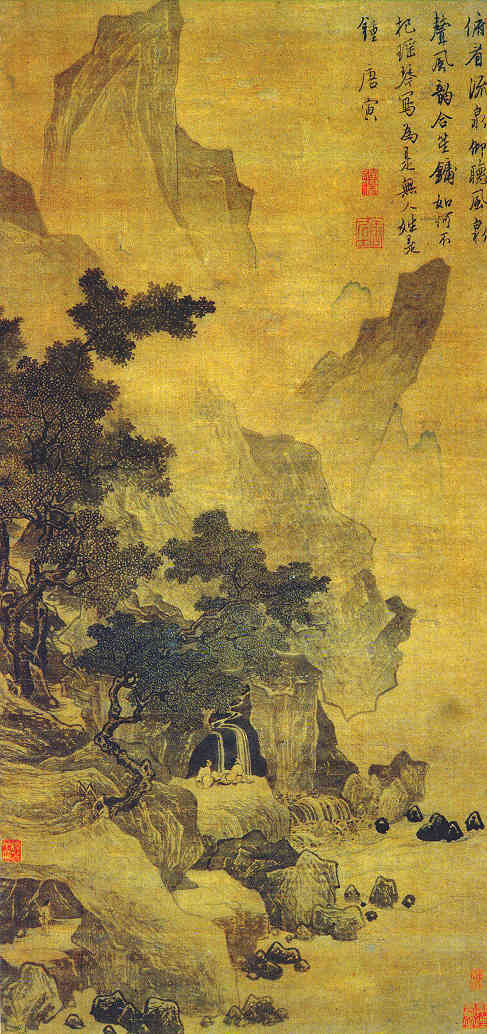
Guardare la primavera e ascoltare il vento di Tang Yin (1470–1524), inizi del XVI secolo
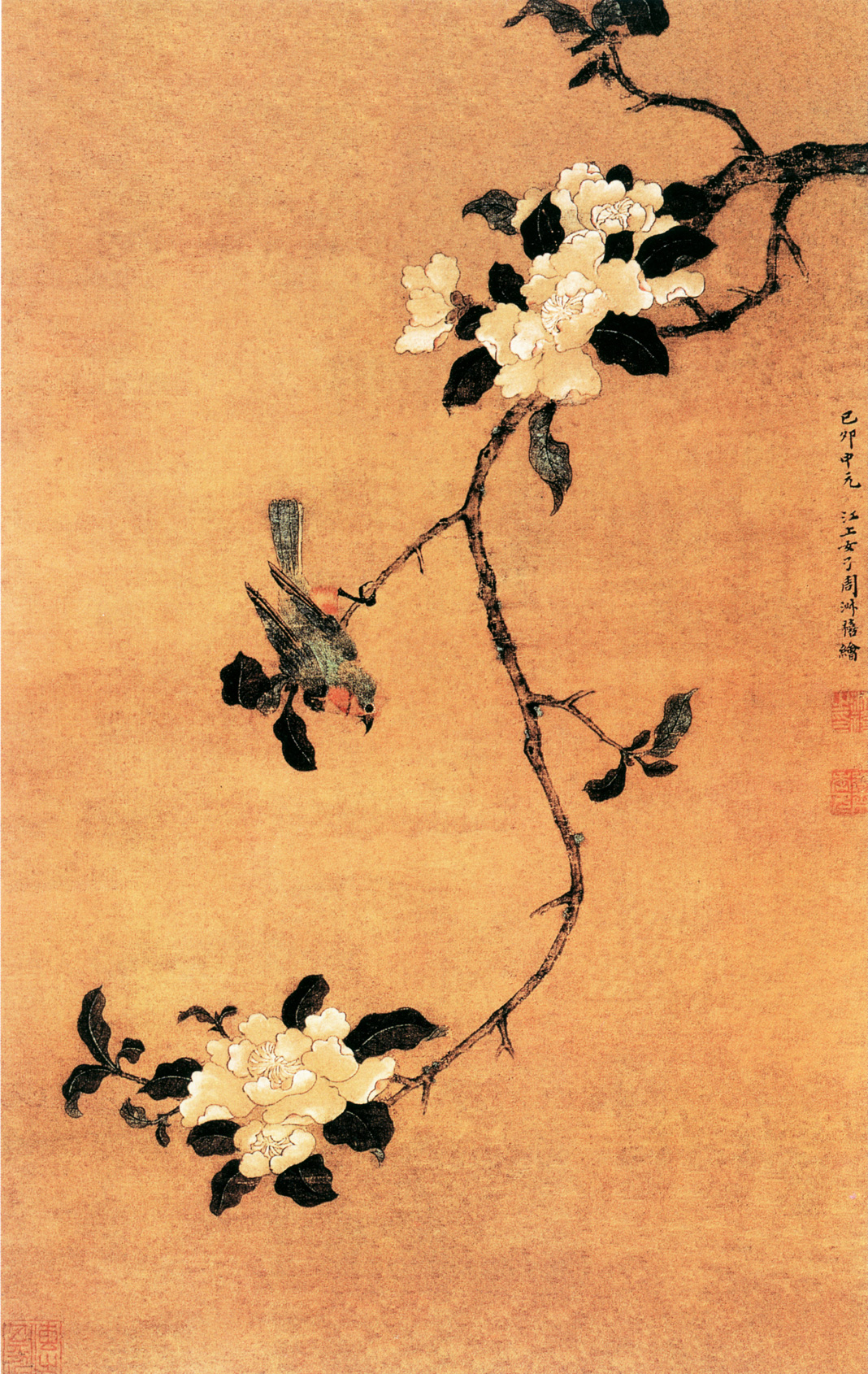
La camelia e un uccello solitario di Zhou Shuxi (1624–1705)
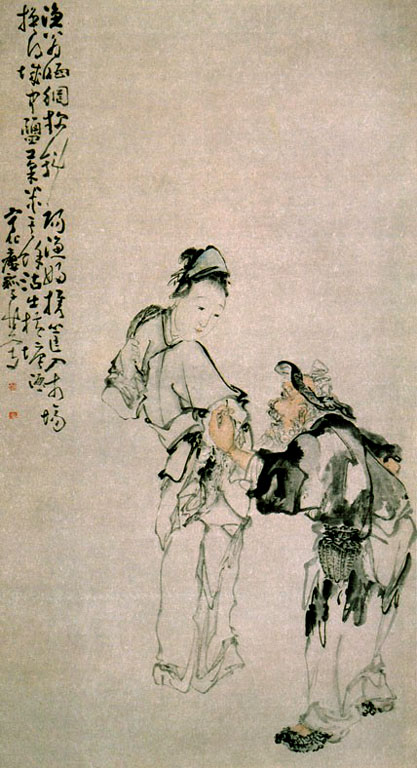
Il pescatore e la pescatrice di Huang Shen (1687-1772)
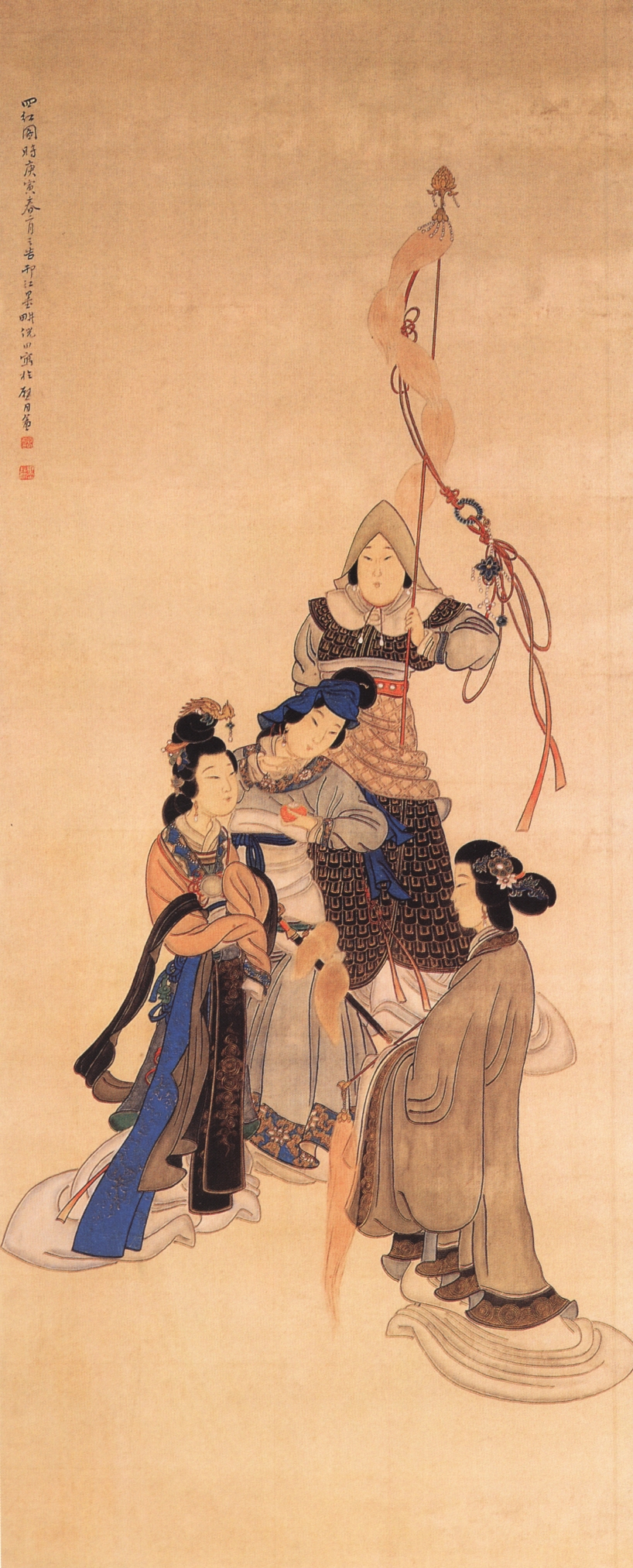
Quattro bellezze di Ni Tian (1855-1919)

### Lacca

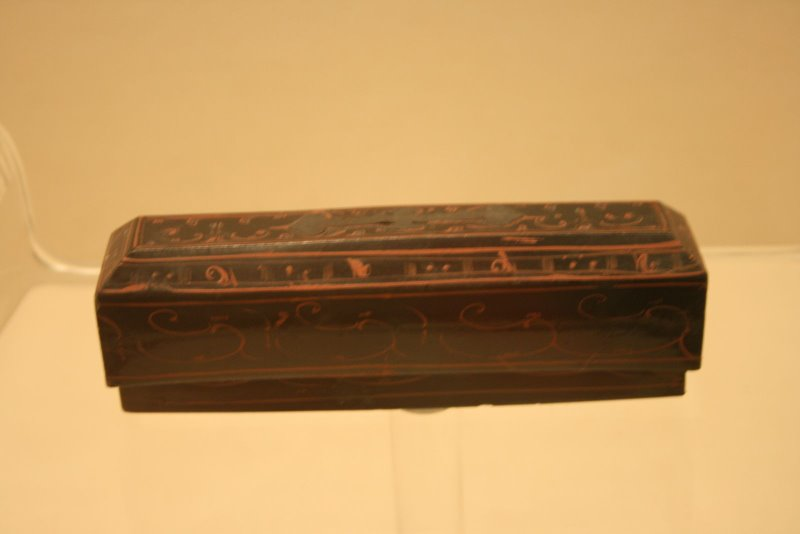
Scatola di lacca rettangolare rossa e nera di Han occidentale (202 a.C.- 9 d.C.)
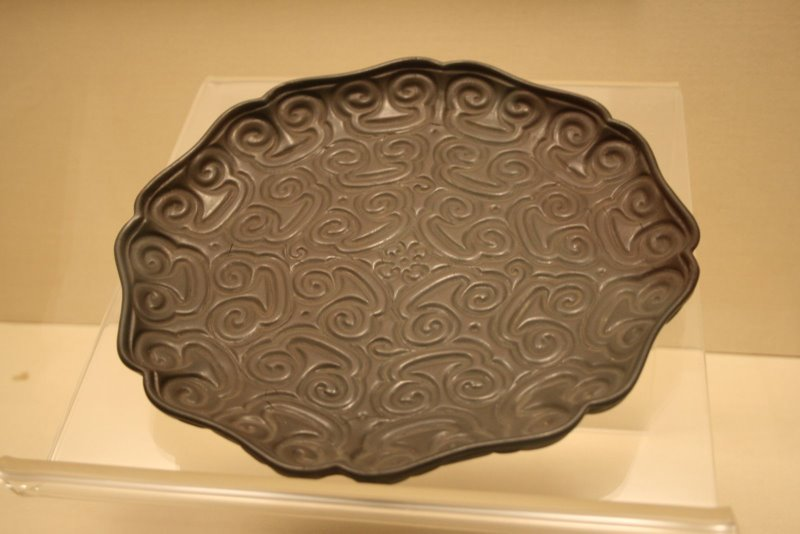
Lacca nera del periodo Ming (1368-1644)
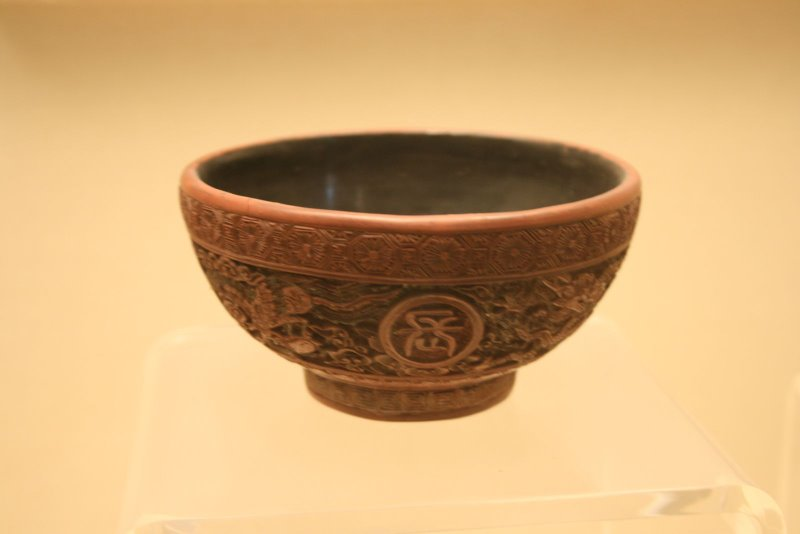
Una ciotola laccata rosso Ming
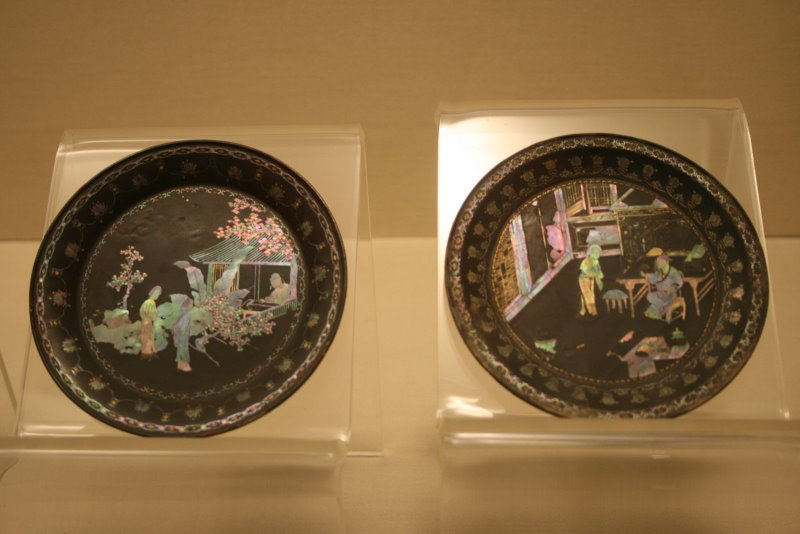
Coppia di piatti in lacca nera della dinastia Ming con disegni intarsiati in madreperla di scene domestiche.
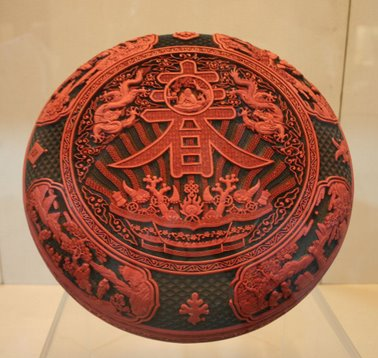
Scatola in lacca rossa Qing con carattere cinese per "primavera" incisa sul davanti, datata al regno dell'imperatore Qianlong (1736-1795)
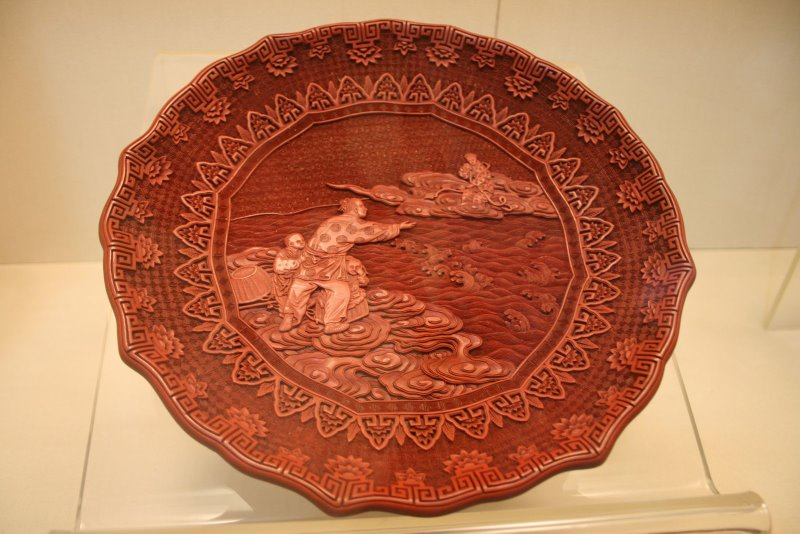
Un piatto di lacca rossa, datato al regno dell'imperatore Qianlong

### Ceramiche

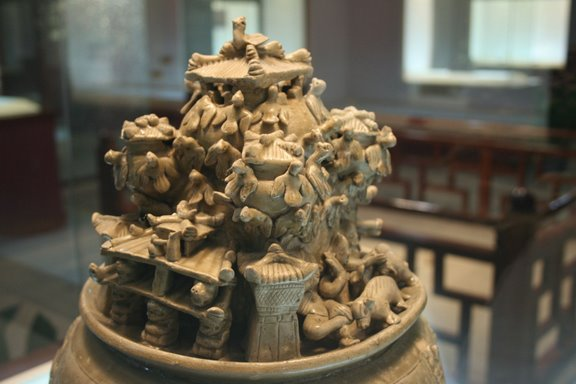
Un vaso in ceramica celadon della dinastia Jin occidentale (265-316 d.C.) con figure umane, animali e architettura.
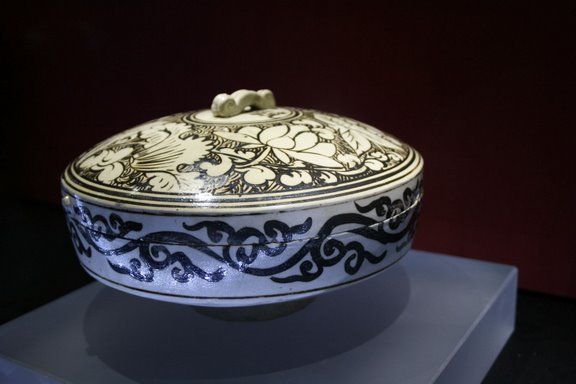
Scatola in porcellana della dinastia Song (960-1279 d.C.) con motivo floreale
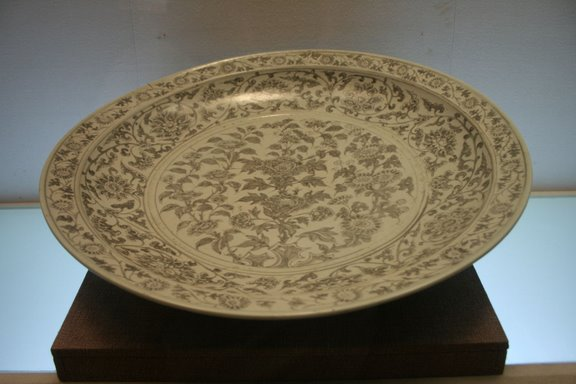
Piatto in porcellana della dinastia Ming (1368-1644 d.C.) del regno dell'Imperatore Hongwu (1368-1398 d.C.)
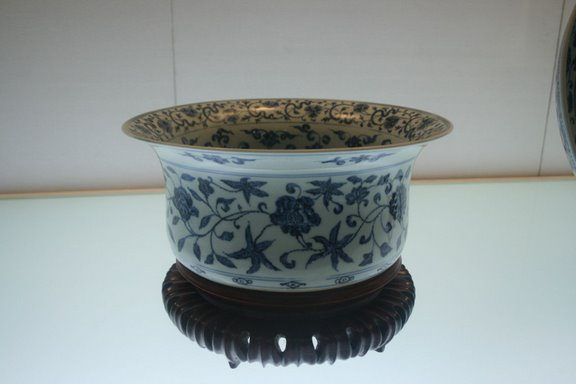
Un vaso di porcellana blu e bianco Ming del regno dell'Imperatore Yongle (1402-1424 d.C.)
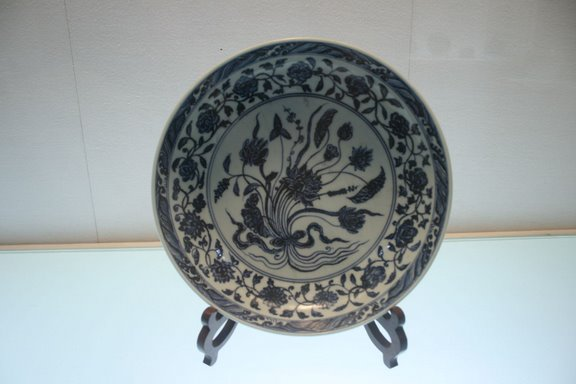
Un piatto di porcellana blu e bianco Ming del regno dell'Imperatore Xuande (1425-1435 d.C.)
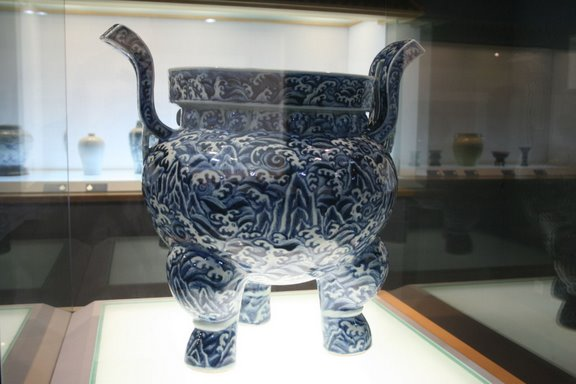
Una nave ding di porcellana blu e bianca Ming del regno dell'Imperatore Xuande (1425-1435 d.C.).
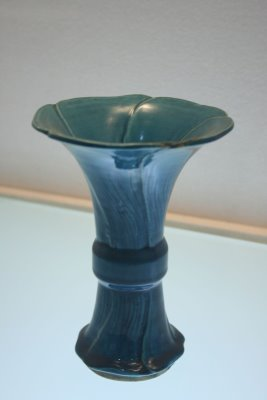
Un vaso in porcellana Ming del regno dell'Imperatore Zhengde (1505-1521 d.C.).
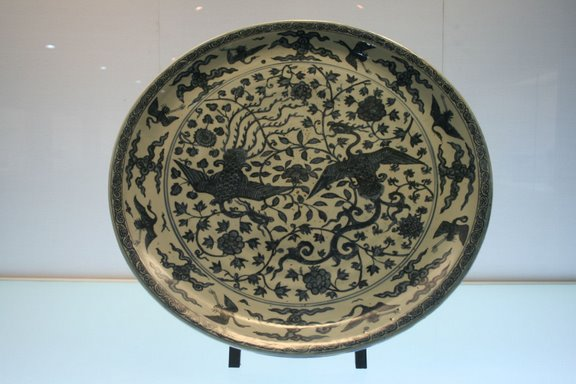
Un piatto di porcellana bianca e blu Ming del regno dell'Imperatore Jiajing (1521-1567 d.C.)
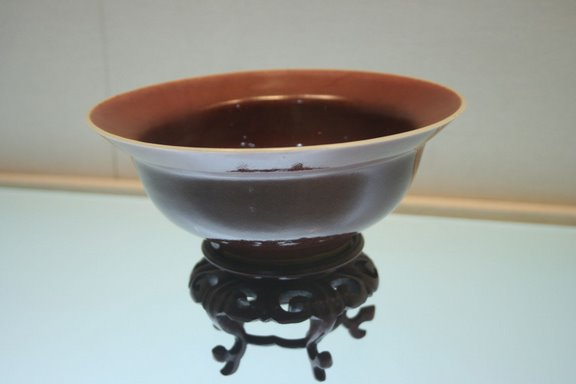
Una ciotola di porcellana Ming del regno dell'imperatore Wanli (1572-1620 d.C.).
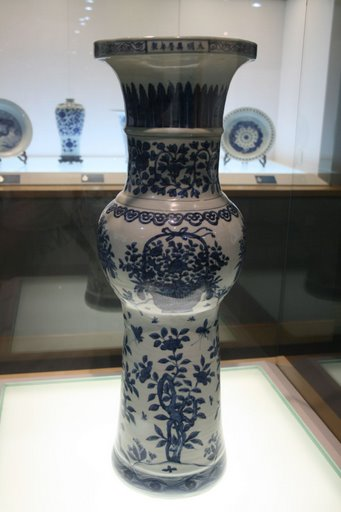
Un vaso di porcellana blu e bianco Ming del regno dell'imperatore Wanli (1572-1620 d.C.)
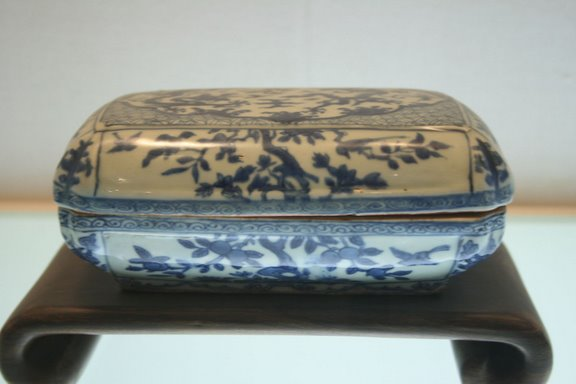
Una scatola di porcellana blu e bianca Ming del regno dell'imperatore Wanli (1572-1620 d.C.)
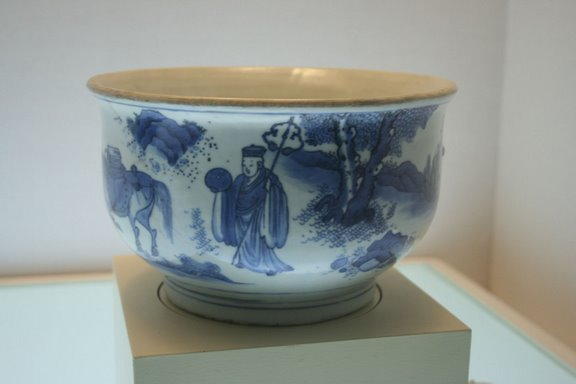
Una ciotola di porcellana blu e bianca Ming del regno dell'imperatore Chongzhen (1627-1644 d.C.)